# Manila Nazzaro
Manila Nazzaro (née le 10 octobre 1977 à Foggia) est une actrice et animatrice de télévision italienne.

## Biographie
Manila Nazzaro a été couronnée Miss Puglia puis Miss Italie en 1999.